# 鳩の巣ソート
鳩の巣ソート（はとのすソート、英: pigeonhole sort）はソートアルゴリズムの一種であり、要素数 (n) とソートキーの値の個数 (N) がほぼ同じ場合に適した手法である。必要な時間計算量は Θ(n + N) である。

## 概要
鳩の巣ソートは次のように動作する。
1. 初期状態で空の「鳩の巣」の配列を用意する。個々の鳩の巣にはソートキーの1つの値が対応している。それぞれの鳩の巣には、そのソートキーを持つ要素のリストを格納する。
2. 入力配列を順に見ていき、それぞれの要素を対応する鳩の巣のリストに入れていく。
3. 鳩の巣の配列を順に走査し、空でない鳩の巣にある要素を順次並べていく。

例えば、以下のような値の対を、それぞれの先頭の値をキーとしてソートする。
- (5, "hello")
- (3, "pie")
- (8, "apple")
- (5, "king")

キーの値は3から8なので、それぞれについて鳩の巣を設定し、各要素を鳩の巣に移動する。
- 3: (3, "pie")
- 4:
- 5: (5, "hello"), (5, "king")
- 6:
- 7:
- 8: (8, "apple")

次に鳩の巣の配列を順次走査し、出現順に元の配列に戻していけばよい。
バケットソートに似ているが、バケットソートでは補助配列にはキーごとの要素数のみを格納し、要素そのものは格納しない。上の例では、次のようになる。
- 3: 1
- 4: 0
- 5: 2
- 6: 0
- 7: 0
- 8: 1

この情報を使うと、ソートキーの値を見ただけでソート後の位置を示すことができる。
N が n よりずっと大きい場合、より一般的なバケットソートの方が効率的である。